# Krissada Terrence
Krissada Terrence, ou Krissada Sudokol Clapp ou encore Krissada Sukosol (thaï : กฤษดา เทอเรนซ์ / กฤษดา สุโกศล แคลปป์), surnommé Noi Pru (น้อย วงพรู), est un chanteur et acteur thaïlandais, né le 26 décembre 1970 à Bangkok.

## Filmographie

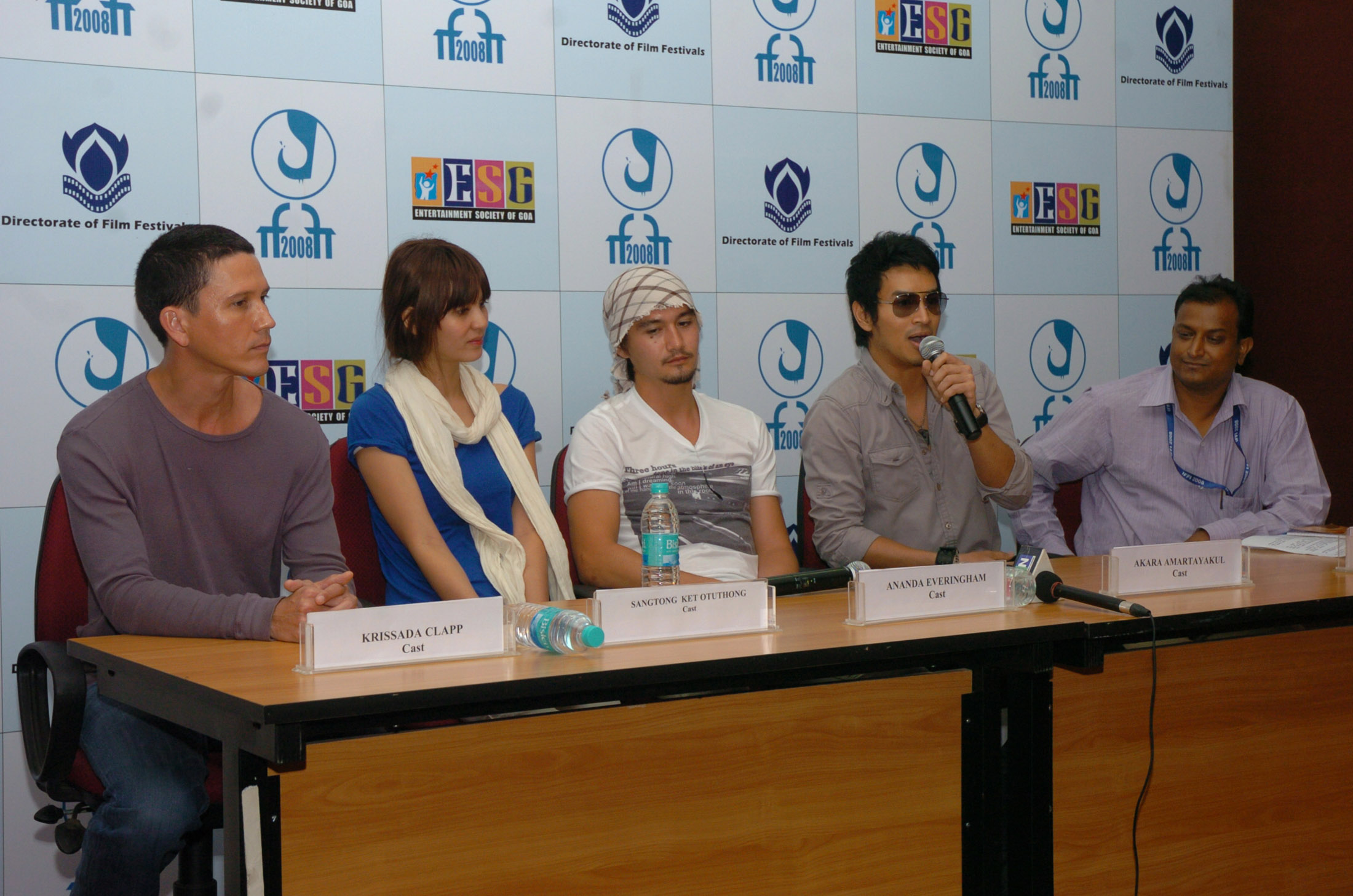
Conférence de presse avec les acteurs des films thaïlandais The Coffin, A Moment In June et Muay Thai Chaiya au 39e International Festival Film of India (IFFI 2008). De Gauche à droite : Krissida Clapp (Terrence) (A Moment In June) ; Sangtong Ket Otuthong (Saengthong Gate-Uthong) (Boxers / Muay Thai Chaiya) ; Ananda Everingham (The Coffin) ; Akara Amart(t)ayakul (Boxers / Muay Thai Chaiya).

- 1996 : My Teacher Eats Biscuits - คนกราบหมา
- 2003 : The adventure of Iron Pussy - หัวใจทรนง
- 2004 : Bangkok Loco - ทวารยังหวานอยู่[3]
- 2006 : 13 jeux de mort - 13 beloved - 13 เกมสยอง[4]
- 2008 : Sunny et l'Éléphant[5]
- 2009 : The Happiness of Kati - ความสุขของกะทิ[6]
- 2009 : A Moment in June - ณ ขณะรัก
- 2010 : The Holy Man III - หลวงพี่เท่ง 3
- 2012 : Gangster - อันธพาล[7]
- 2013 : Pawnshop - โลงจำนำ[8]
- 2013 : Mary is happy, Mary is happy (The year of June)[9]
- 2016 : Luk Thung Signature (ลูกทุ่ง ซิกเนเจอร์)[10]
- 2016 : Khun Phan[11] - ขุนพันธ์[12]